# Reuzenboomklever
De reuzenboomklever (Sitta magna) is een zangvogelsoort uit het geslacht Sitta. De soort werd in 1876 door de Britse vogelkundige Robert George Wardlaw-Ramsay geldig beschreven. Het is een bedreigde vogelsoort in Midden-China tot in Thailand.

## Kenmerken
De vogel is 19,5 cm lang, het is een groot soort boomklever, ter vergelijking: de (Europese) boomklever is 12 tot 17 cm lang. De reuzenboomklever heeft een zwarte, brede oogstreep die doorloopt tot op de hals. De keel is bleekgrijs en dit grijs loopt door over de borst en buik en wordt geleidelijk donkerder grijs, maar de anaalstreek is kastanjebruin met witte vlekjes. De bovenzijde is donker leigrijs. De snavel is fors en lang.

## Verspreiding en leefgebied
Deze soort komt voor van zuidelijk Centraal-China tot noordwestelijk Thailand en telt twee ondersoorten:
- S. m. ligea: het zuidelijke deel van Centraal-China.
- S. m. magna: centraal Myanmar, zuidelijk China en noordwestelijk Thailand.

De leefgebieden liggen in montaan, natuurlijk bos op hoogten tussen de 1000 en 2500 meter boven zeeniveau, met een voorkeur voor oud naaldbos of gemengd loofbos, met vooral soorten eik.

## Status
De grootte van de populatie werd in 2016 door BirdLife International geschat op 1000 tot 2500 volwassen individuen en de populatie-aantallen nemen af door habitatverlies. Het leefgebied wordt aangetast door ontbossing waarbij natuurlijk bos wordt omgezet in gebied voor agrarisch gebruik of bosbouw met snel groeiende boomsoorten. Om deze redenen staat deze soort als bedreigd op de Rode Lijst van de IUCN.